# 真壁造り

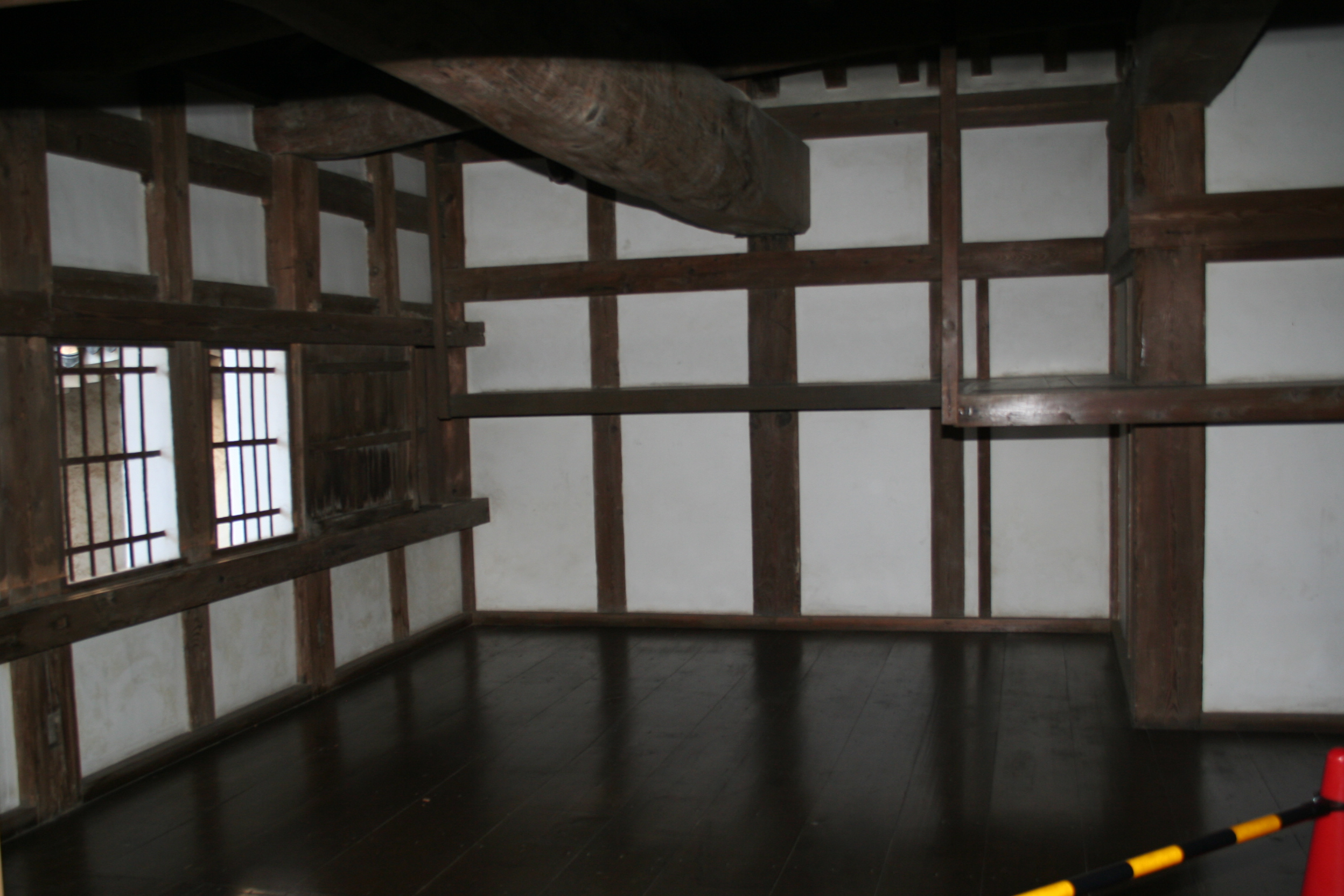
兵庫県姫路市・姫路城の乾小天守1階内部の真壁。

真壁造り（しんかべづくり）は、木造建築の構造加構の一種で、架構の柱を仕上げとして見せる「真壁」を用いた工法である。

## 概要
真壁とは、壁に沿って建て並べた柱を、土などの仕上げ材で覆わず、外側から柱が見えるようにした壁を示す用語で、柱を仕上げ材で完全に覆って外側から見えなくする「大壁」と対比的に用いられる名称である。
関東大震災の際、地震後の火災によって大規模な二次災害が発生したことの反省から、建築基準法が施行される際、燃えにくい防火構造とすることが盛り込まれ、柱を燃えない材料で覆わなければならない（大壁造り）基準になっている。